# Царникавський край
Ца́рникавський кра́й (латис. Carnikavas novads) — адміністративно-територіальна одиниця Латвійської Республіки. Розташований у центральній частині країни, в історичному регіоні Ліфляндія. Адміністративний центр — Царникава. Створений 2006 року. Площа — 80,2 км². Населення — 6712 осіб (2011). 

## Населення
Національний склад краю за результатами перепису населення Латвії 2011 року.
| Національність | К-сть | %        |
| -------------- | ----- | -------- |
| Латиші         | 4514  | 67,25 %  |
| Росіяни        | 1478  | 22,02 %  |
| Білоруси       | 228   | 3,40 %   |
| Українці       | 162   | 2,41 %   |
| Поляки         | 102   | 1,52 %   |
| Литовці        | 55    | 0,82 %   |
| Інші           | 173   | 2,58 %   |
| Загалом        | 6712  | 100,00 % |